# Eiji Wentz
Pour les articles homonymes, voir Wentz.
Chanteur, mannequin et acteur, Eiji Wentz (ウエンツ 瑛士, Uentsu Eiji) est né à Mitaka, Tokyo, le 8 octobre 1985. Il est plus connu comme étant le chanteur-compositeur du duo avec Teppei Koike WaT, représenté par la compagnie de production la "Burning Productions". Eiji est le plus jeune et le second fils d'un père germano-américain et d'une mère japonaise. En raison de leurs origines américaines, son père et son frère parlent couramment anglais, tandis que lui ne parle que japonais et se considère comme Japonais.

## Biographie
Du fait que sa famille travaille dur pour faire vivre la famille, enfant, il part vivre chez sa grand-mère.[réf. nécessaire] À l'adolescence, il est diplômé du lycée Sakuragaoka annexe de l'Universite Nihon.
Il est inséré dans le mode du show business très jeune. Il commence comme mannequin à l'âge de 4 ans et commence en tant qu'acteur dans le rôle de Chip dans la troupe de théâtre de 4 saisons (Gekidan Shiki) de  La Belle et la bête à l'âge de 9 ans. Il devient un enfant-acteur très connu et participe régulièrement dans le show télévisé de la chaine NHK "Tensai Terebi-kun (天才てれびくん), où il joue de la basse et du piano à l'âge de 10 ans. Pendant les shows, il joue aussi bien de la guitare acoustique que du clavier. Il commence à apprendre la guitare à l'âge de 17 ans. Après son départ de l'émission ""Tensai Terebi-kun", il a été demandé par la "Johnny's Entertainment" mais refusa l'offre parce qu'il aimait faire de la comédie. Il rentra à la "Burning Production" après les recommandations faites par Hiromi Gō.
Influence musicale : Yellow Monkey, célèbre groupe de rock japonais dont le leader est Kazuya Yoshii.

## Doublage
- voix de Mitsuru dans Brave Story de Koichi Chigira
- Twilight Special edition, Edward Cullen

## Filmographie

### TV Drama
- Toshiie to Matsu, Mori Ranmaru
- Tantei kazoku, Yuuki Tomoda
- Gokusen , Masato Yuuki dans le 6e épisode
- Lion sensei, Takumi Furuta
- Fujiko Hemming no kiseki, Ulf Ootsuki (Ulf Hemming)
- Aa Tantei jimusho, Yuusuke Inaba dans le 3e épisode
- Tadashii ren-ai no susume, Hiroaki Takeda
- RONDO, Masato Toda dans le 1er et le 2e épisode
- Kira kira kenshûi, Ken Tachioka
- Nodame Cantabile Shinshun special in Europe, Frank Lantoine
- Angel Bank~Tenshoku dairinin, Ryouta Taguchi
- Wagaya no rekishi, Akihiro Miwa

### Film
- Gegege no Kitarô: Sennen noroi uta, Kitaro
- Kamen Rider THE FIRST, Haruhiko Mitamura/Cobra
- Love★Com, Dancing Yoshiko - (Caméo)
- My Favorite Girl-the movie-, Kai Odagiri
- Captain Tokio, Furuta
- Gegege no Kitarô, Kitaro
- Gegege no Kitarô: Sennen noroi uta, Kitaro
- Nodame Cantabile saishuu gakushou Zenpen/Kouhen, Frank Lantoine

### Théâtre
- La Belle et la Bête, Chip
- WaT Entertainment Show 2004 ACT “do” LIVE Vol.1~4
- Ame no natsu,  30 nin no Juliette ga kaette kita, Jiro Kitamura

## Sources
- Magazine Jalouse no 95 (Novembre 2006)